# Jessica Palud

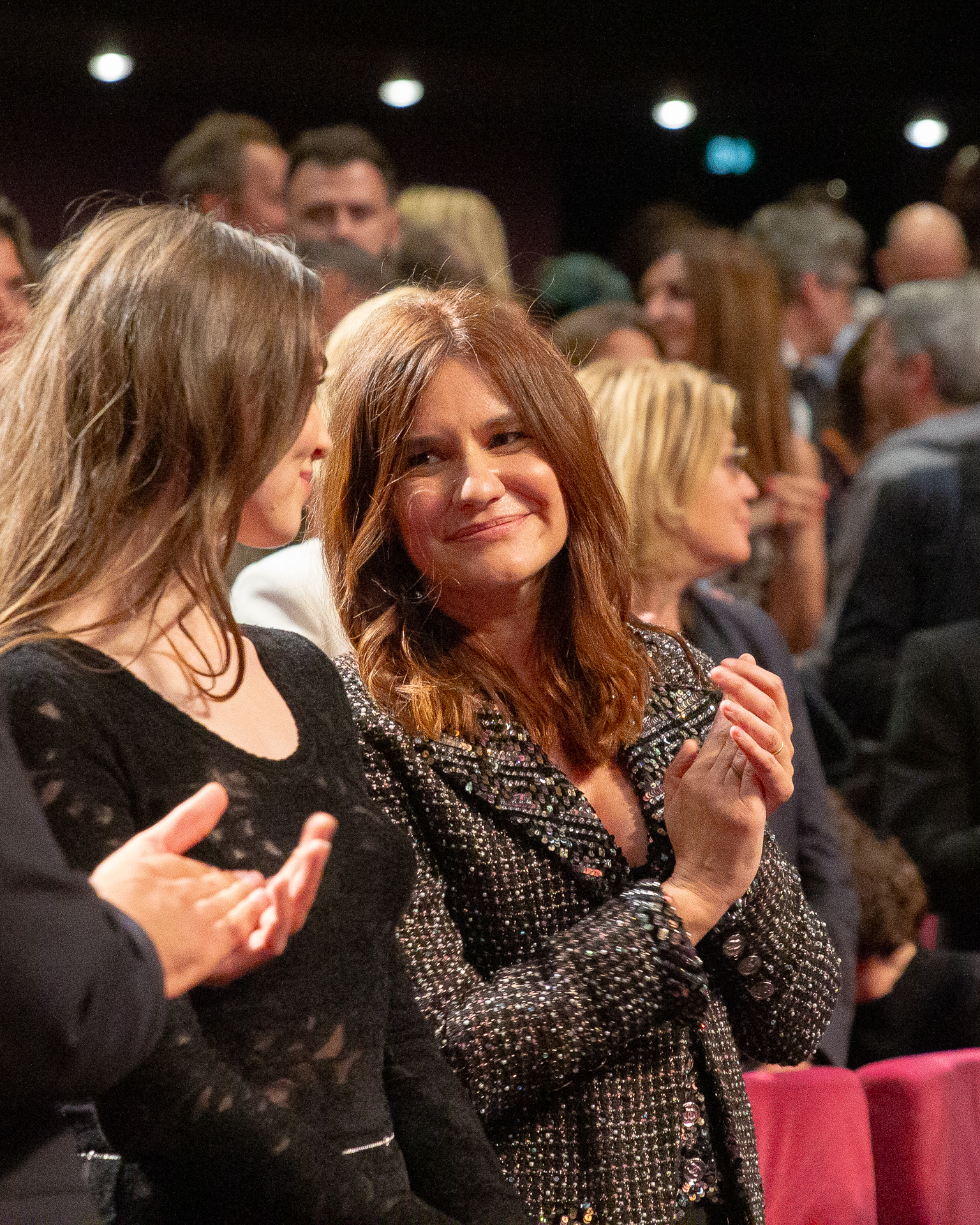
Jessica Palud (2024)

Jessica Palud (* 7. März 1982 in Paris) ist eine französische Regisseurin und Drehbuchautorin.

## Leben
Palud ist die Tochter von Filmregisseur Hervé Palud; sie wuchs gemeinsam mit einer Schwester in Paris auf. Sie beendete die Schule mit dem Baccalauréat L und war ab 2003 zunächst als Assistentin beim Film tätig. Palud arbeitet unter anderem mit Bernardo Bertolucci (Die Träumer), Sofia Coppola (Marie Antoinette) und Philippe Lioret (Keine Sorge, mir geht’s gut, Welcome) zusammen; Lioret besetzte sie 2011 in All unsere Wünsche als erste Regieassistentin.
Bereits 2013 hatte Palud mit Les yeux fermés einen ersten Langfilm realisiert, bei dem sie Regie führte und mit Olivier Chenille das Drehbuch geschrieben hatte. Im Jahr 2016 folgte Paluds erster Kurzfilm Poupée. Sie führte erneut Regie und schrieb gemeinsam mit Clémence Madeleine-Perdrillat  das Drehbuch. Bereits 2017 erschien ihr zweiter Kurzfilm Heldin meiner Kindheit, den sie erneut mit Madeleine-Perdrillat schrieb. Heldin meiner KIndheit lief auf zahlreichen Festivals, darunter dem Toronto International Film Festival und dem Festival du Court-Métrage de Clermont-Ferrand. Für Heldin meiner Kindheit wurde Palud 2018 für einen César in der Kategorie Bester Kurzfilm nominiert. 
Anfang 2018 hatte Palud das Drehbuch für ihren Langfilm Revenir beendet. Das mit Niels Schneider und Adèle Exarchopoulos in den Hauptrollen besetzte Filmdrama hatte im Rahmen der Internationale Filmfestspiele von Venedig 2019 seine Premiere und lief 2020 in den französischen Kinos an.
Im Jahr 2024 realisierte Palud den Spielfilm Maria, eine Filmbiografie über die französische Schauspielerin Maria Schneider.

## Filmografie
- 2013: Les yeux fermés
- 2016: Poupée (Kurzfilm)
- 2017: Heldin meiner Kindheit (Marlon) (Kurzfilm)
- 2019: Revenir
- 2024: Maria

## Auszeichnungen
- 2018: César-Nominierung, Bester Kurzfilm, für Heldin meiner Kindheit
- 2019: Auszeichnung der Sektion Orizzonti für das Beste Drehbuch, Internationale Filmfestspiele von Venedig, für Revenir